# Verslehre
Die Verslehre oder Metrik (altgriechisch μετρική τέχνη metrikē technē, deutsch ‚metrische Kunst‘, ‚Lehre von den (Vers-)Maßen‘, danach lateinisch ars metrica) befasst sich mit den Eigenschaften der gebundenen Sprache, insbesondere in Hinblick auf ihre  Gliederung in – durch Wiederholung – wahrgenommene Einheiten wie Vers und Strophe. Die Mittel dieser sprachlichen Gestaltung sind neben der rhythmischen Strukturierung die verschiedenen Formen der Lautbindung wie Reim, Assonanz und Alliteration.

## Bereiche
Die Metrik als wissenschaftliche Disziplin untergliedert sich in die Bereiche
- vergleichende Metrik,
- systematische Metrik,
- historische Metrik und
- theoretische Metrik.

### Vergleichende Metrik
Die vergleichende Metrik untersucht die verschiedenen Sprachen und ihre Literaturen in Hinblick auf die in ihnen maßgeblichen Gestaltungsmittel. Zentral ist hier der Begriff des Versprinzips.
Man unterscheidet:
- quantitierendes Versprinzip (Silben messend), bei dem die Silbenlänge bestimmend ist, vorherrschend in der antiken Dichtung
- silbenzählendes Versprinzip (Silben zählend), bei dem die Anzahl der Silben bestimmend ist, vorherrschend in den romanischen Sprachen
- akzentuierendes Versprinzip (Silben wägend), bei dem die Betonung der Silben (Versakzent) bestimmend ist, vorherrschend in den germanischen Sprachen

Die vergleichende Metrik untersucht auch die Probleme, die entstehen, wenn metrische Begriffe unreflektiert zwischen Sprachen mit ganz unterschiedlichen Prinzipien ausgetauscht werden. Das ist von besonderer Bedeutung in der deutschen Metrik, die zeitweise geprägt war durch die (silbenzählende) französische Dichtung und ab dem 18. Jahrhundert durch die Übernahme von Formen und Begriffen aus der (quantitierenden) antiken Dichtung, was zu einer bis heute immer wieder beklagten Verwirrung der metrischen Begriffe und Konzepte führte.

### Systematische Metrik
Die systematische Metrik untersucht existierende dichterische Werke auf Gemeinsamkeiten und strukturierende Elemente und arbeitet dabei mit Begriffen wie
- Verselement,
- Versfuß,
- Versmaß,
- Strophenform und
- Gedichtform

und unterscheidet deren verschiedene Gestaltungen und Ausprägungen durch entsprechende Begriffe und Festlegung von deren Merkmalen. Mittel der Begriffsbildung ist dabei die Festlegung des Schemas einer bestimmten metrischen Form (zum Beispiel des Reimschemas einer Strophenform oder der von Fußfolge eines Versmaßes, der Kadenz einer Taktreihe oder der Gliederung von Versen in Kola durch Zäsur und Dihärese), wobei man sich verschiedener, dem jeweiligen Bereich angespasster Formen der metrischen Notation bedient.

### Historische Metrik
Die historische Metrik untersucht die historische Entwicklung der lyrischen Formen, meist bezogen auf eine bestimmte Sprache oder Literatur. In der historischen Metrik des Deutschen ist das etwa die Ablösung der altgermanischen stabreimenden Langzeile durch den Otfridschen Reimvers in der Mitte des 9. Jahrhunderts. Ebenso Gegenstand ist die Untersuchung historischer Theoriebildungen, etwa der Werke der antiken alexandrinischen Grammatiker oder der Wirkung von Martin Opitz’ Buch Von der Deutschen Poeterey auf die deutsche Dichtung. Und schließlich werden auch die Beziehungen, Einflüsse und Übernahmen zwischen den verschiedenen Literaturen in ihrer historischen Dimension erforscht, zum Beispiel der Einfluss der französischen Poesie auf die Barockdichtung in Deutschland und Frankreich.

### Theoretische Metrik
Die theoretische Metrik beginnt mit den erwähnten Arbeiten der hellenistischen Grammatiker und setzt sich zum Ziel, über den deskriptiven Ansatz der systematischen Metrik hinaus das Wesentliche der lyrischen Formen zu bestimmen im Unterschied zum zufällig historisch Gewordenen. Die aus dem Ansatz entstehenden Probleme zeigten sich bereits in der Antike in Gestalt verschiedener Schulen mit einander widersprechenden Theorien, etwa bei den Grammatikern, die eine Schule, die alle Metra aus 8 bis 10 Grundmaßen (metra prototypa) ableiten wollte, im Gegensatz zu den Vertretern der Derivationstheorie, die alle Metra von Hexameter und jambischem Trimeter ableiten wollte. Im Deutschen war der Einfluss der von Philologen betriebenen rein wissenschaftlichen Metrik auf die poetische Praxis gering. Relativ bedeutender war der Einfluss auch theoretisch arbeitender Dichter wie Opitz, Klopstock und Lessing und in der Moderne Friedrich Georg Jünger.

## Unterscheidung nach Sprache
Neben der Unterscheidung der verschiedenen Richtungen der Metrik nach ihrem Ansatz ist es auch sinnvoll, nach Sprache zu gliedern, da für jede einzelne Sprache und Literatur neben der jeweiligen geschichtlichen Entwicklungen es auch durch die natürliche Prosodie der Sprache für diese ganz eigentümliche Möglichkeiten bzw. Probleme gibt, die untersucht werden können. Als wichtige Bereiche sind hier zu nennen:
- Antike Metrik: Traditionell stark dominiert von der griechischen bzw. der lateinischen Metrik. Eher randständig die Untersuchung spätantiker bzw. frühmittelalterlicher Formen der mittellateinischen Metrik einerseits, hier insbesondere die Metrik kirchlicher Dichtung, und für die entsprechenden späten Formen im Griechischen die byzantinische Metrik andererseits. Sehr am Rande des Interesses die Verslehre anderer Kulturen des Altertums, insbesondere altägyptische, mesopotamische und althebräische Metrik.
- Deutsche Metrik
- Französische Metrik
- Italienische Metrik
- Spanische Metrik
- Englische Metrik

## Bekannte Persönlichkeiten
Als bedeutende Wissenschaftler, die sich mit der Verslehre befassten, sind zu nennen:
- Sandro Boldrini
- Friedrich Crusius
- Andreas Heusler
- Wolfgang Kayser
- Christoph Küper
- Paul Maas
- August Rossbach
- Rudolf Westphal
- Ulrich von Wilamowitz-Moellendorff